# Veiðivötn

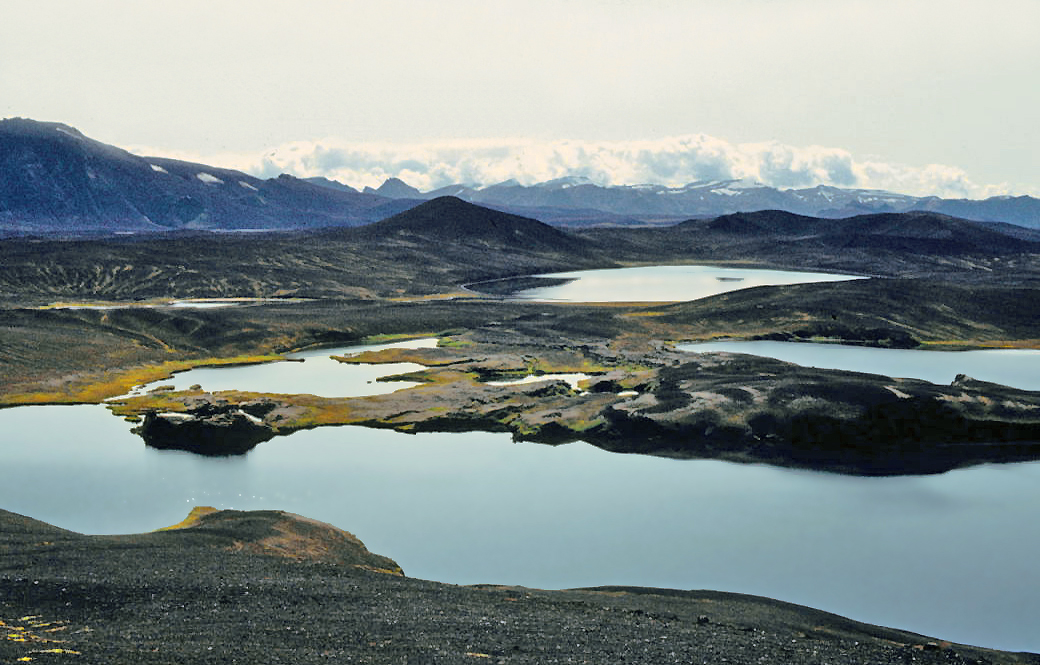
Lacs du Veiõivötn dans la région du Suðurland

Les Veiðivötn, toponyme islandais signifiant littéralement en français « lacs de la pêche », sont un ensemble d'une cinquantaine de lacs d'Islande situés dans le Sud du pays, entre le Vatnajökull et le Landmannalaugar. Inscrits dans une vallée encadrée par deux alignements de collines parallèles, beaucoup d'entre eux sont des cratères d'origine volcanique. Leurs eaux s'infiltrent dans le sol poreux ou forment la rivière Vatnakvísl, affluent du Tungnaá, un des principaux cours d'eau du pays.

## Géographie
Les Veiðivötn se trouvent dans le sud de l'Islande, entre le Vatnajökull au nord-est et le Landmannalaugar au sud-est, dans la municipalité de Rangárþing ytra. Ils s'étirent sur plusieurs kilomètres de longueur dans le fond d'une vallée peu marquée délimitée par deux alignements parallèles de collines. Au nombre d'une cinquantaine, certains d'entre eux alimentent la Vatnakvísl, la petite rivière drainant le fond de cette vallée et affluent du Tungnaá s'écoulant au sud.
Le Litlisjór, le plus étendu, le Grænavatn, les Hraunvötn, le Stóra-Fossvatn, le Skálavatn, l'Ónýtavatn, le Snjóölduvatn et le Skyggnisvtan comptent parmi les plus grands lacs. Le Ljótipollur, l'un des lacs les plus connus et photographiés de cette région, ne fait toutefois pas partie des Veiðivötn puisqu'il se trouve de l'autre côté du Tungnaá.
La région où se trouvent les Veiðivötn constitue l'une des branches du rift qui traverse l'Islande. Elle est matérialisée par de grandes failles et fissures volcaniques qui s'étirent parallèlement entre les calottes glaciaires du Vatnajökull au nord-est et du Mýrdalsjökull au sud-ouest. C'est au cours d'une éruption volcanique de ce système volcanique rattaché au Bárðarbunga et survenue en 1477 que les cratères désormais occupés par les lacs ont été créés.
Le secteur est accessible depuis les pistes F228 et F229 en empruntant la route F26.